# Activitatea jurnalistică a lui Mihai Eminescu
Activitatea jurnalistică a lui Mihai Eminescu s-a desfășurat, în principal, între anii 1877 și 1883, la cotidianul Timpul, organul oficial al Partidului Conservator, unde în 1880 și 1881 a fost redactor-șef. Ocazional a colaborat cu articole politice sau pe teme culturale și la alte reviste sau gazete ale epocii, în perioada 1870–1876 publicând în Albina, Familia lui Iosif Vulcan, Federațiunea și Convorbiri literare.
După pierderea postului de bibliotecar la Iași în 1876, colegii săi din asociația Junimea îi găsesc un post de redactor-administrator și corector la Curierul de Iași, o gazetă obscură pe care Eminescu o numea „foaia vitelor de pripas”. Acesta era conștient că potențialul său creativ se risipește în aceea muncă intelectuală de natură inferioară, el fiind obligat să-și asigure existența și să întrerupă șantierul său spiritual, fiind complet lipsit de resurse materiale și neprimind niciun fel de stipendiere din partea statului român.
Mutat la București în 1877, Eminescu își începe activitatea la Timpul, publicație cu a cărei orientare conservatoare, dictată de fracțiunea junimistă condusă de P.P. Carp și Titu Maiorescu, Eminescu era în linii mari în acord. Totuși, în articolele sale și-a exprimat adeseori părerile proprii, care nu corespundeau întotdeauna liniei oficiale a partidului, ceea ce a provocat proteste și nemulțumiri din partea unor conservatori. Datorită implicării sale afective în evenimentele politice și datorită conștiinciozității sale în îndeplinirea obligațiilor de redactor, oboseala și dezamăgirile acumulate în cei șase ani au avut o contribuție importantă la declanșarea crizei asociate tulburării bipolare din iunie 1883. Într-o scrisoare, referindu-se la munca repetitivă pe care o făcea în redacția gazetei Timpul, unde trebuia să transforme în știri fluxul sosit pe telegraful agenției de presă Havas, actualmente Reuters, poetul scria "Bat telegramele Havas, arză-le-ar focul să le arză!".  
Perioada istorică în care Eminescu și-a desfășurat activitatea este cea a domniei regelui Carol I, supranumit "Întemeietorul", pe care radicalul Eminescu îl poreclise "îngăduitorul", pentru a-și exprima rezerva față de politica împăciuitoristă cu care regele german încerca să asigure un echilibru politic între toate forțele din cele două mari tabere, conservatoare și liberală. În 1877, concomitent cu începutul activității gazetărești a lui Eminescu, este pornit Războiului de Independență al României, prima mare conflagrație modernă în care statul român, aliat cu Rusia țaristă luptă împotriva Imperiului Otoman. Contextul intensei ofensive diplomatice purtată pentru recunoașterea independenței și a proclamării Regatului României i-a oferit lui Eminescu teren fertil pentru a-și exprima părerile despre evenimente acelor ani și despre protagoniștii lor.

## Vocația de jurnalist
Activitatea de ziarist a lui Eminescu a început în vara anului 1876, nevoit să o practice din cauza schimbărilor prilejuite de căderea guvernului conservator. Până atunci el fusese revizor școlar în județele Iași și Vaslui, funcție obținută cu sprijinul ministrului conservator al învățământului, Titu Maiorescu. Imediat după preluarea conducerii ministerului de către liberalul Chițu, Eminescu a fost demis din funcția de revizor școlar și a lucrat ca redactor la Curierul de Iași, publicație aflată atunci în proprietatea unui grup de junimiști. La inițiativa lui Maiorescu și Slavici, Eminescu a fost angajat în octombrie 1877 ca redactor la cotidianul Timpul, organul oficial al conservatorilor, unde a rămas în următorii șase ani.

Deși a ajuns jurnalist printr-un concurs de împrejurări, Eminescu nu a practicat jurnalismul ca pe o meserie oarecare din care să-și câștige pur și simplu existența. Articolele pe care le scria au constituit o ocazie de a face cititorilor educație politică, așa cum își propusese.
„Părerea mea individuală, în care nu oblig pe nimeni de-a crede, e că politica ce se face azi în România și dintr-o parte și dintr-alta e o politică necoaptă, căci pentru adevărata și deplina înțelegere a instituțiilor noastre de azi ne trebuie o generațiune ce-avem de-a o crește de-acu-nainte. Eu las lumea ca să meargă cum îi place dumisale – misiunea oamenilor ce vor din adâncul lor binele țării e creșterea morală a generațiunii tinere și a generațiunii ce va veni. Nu caut adepți la ideea cea întâi, dar la cea de a doua sufletul meu ține ca la el însuși.”—G. Călinescu, Opera lui Mihai Eminescu
De la începutul studenției sale Eminescu s-a preocupat să înțeleagă societatea românească și să caute soluții la problemele ei. Așa cum afirma într-o scrisoare către Maiorescu din 5 februarie 1874, în timpul studiilor sale filosofice el a fost interesat mai mult de filozofia dreptului, a statului și a istoriei, unde sistemul lui Schopenhauer „mi se părea prea puțin elaborat”. Mai mult chiar, credea că a găsit soluția acestor probleme, soluție care avea și utilitate practică.
„Interesul practic pentru patria noastră ar consta, cred, în înlăturarea teoretică a oricărei îndreptățiri pentru importul necritic de instituții străine, care nu sunt altceva decât organizații specifice ale societății omenești în lupta pentru existență, care pot fi preluate în principiile lor generale, dar a căror cazuistică trebuie să rezulte în mod empiric din relațiile dintre popor și țară. Nu mă pot pronunța acum mai pe larg asupra acestui subiect, el mi-a ocupat însă cea mai mare parte din cugetarea proprie și din studii. ”—Eminescu, Opere, vol. XVI
Așadar, el și-a folosit cea mai mare parte a timpului pentru completarea sistemului filozofic al lui Schopenhauer și pentru fundamentarea teoretică a soluției la una dintre problemele esențiale ale societății românești din acel timp, aceea pe care junimiștii au denumit-o a „formelor fără fond”. În felul acesta Eminescu și-a elaborat principiile de care s-a folosit apoi în activitatea de ziarist.
George Călinescu a analizat lecturile lui Eminescu și a constatat că: „este poate cel dintâi gânditor politic român care să-și sprijine doctrina pe economie”. Călinescu afirmă că Eminescu avea „noțiuni integrale de istoria problemelor și doctrinelor filozofice” și că era „apt să priceapă și să mânuiască abstracții oricât de înalte”. Concluzia lui Călinescu este că Eminescu nu urmărea construirea unui „sistem filozofic oficial”, ci că își folosea cunoștințele filozofice „pentru folosul spiritual propriu, sau pentru alcătuirea unei podele pe care să se înalțe o politică și o etică”. Concepția lui politică corespundea principiilor politice ale Partidului Conservator, și mai ales ale junimiștilor, care erau de formație germană.
Scopul lui Eminescu era să acționeze ca un „chirurg” care elimină „putrejunea bubei noastre naționale” astfel încât societatea să poată să-și însănătoșească „corpul statului”. El se simțea obligat să lovească în nulitățile politice, pentru ca ele să știe „că nu se pot amesteca nepedepsite în lucruri ce nici sunt în stare să le priceapă”. De aceea nu e de mirare că Eminescu a fost acuzat că folosea un limbaj exagerat, chiar injurios. În apărarea sa el răspundea că folosește „pentru orice idee expresia cea mai exactă posibilă” și numai dacă ar dori să glumească „am putea să spunem lucrurile mai cu încunjur”. Dar pentru că „lucrurile la noi nu se petrec cu încunjur” ele trebuiau spuse direct, nu folosind eufemisme.
„Suntem noi oare de vină dacă adevărul curat, spus neted, e deja o injurie? Ne propunem câteodată a fi foarte urbani – ce folos? Adevărul simplu, descoperirea simplă a neștiinței și a mărginirii multora din partidul la putere este deja o atingere. Cauza e simplă. Nu sunt oamenii la locul lor, nu sunt ceea ce reprezintă. Compararea între ceea ce sunt într-adevăr, nimica toată, și ceea ce reprezintă, demnități înalte ale statului, excitează deja râsul și ironia cititorilor, încât o vină din partea noastră, o intenție de a ponegri, nu există defel. ”—Eminescu, Opere, vol. XI
El considera că era o datorie „a le spune ticăloșilor că ticăloși sunt”. E adevărat că pornind de la un astfel de principiu, datorită firii sale foarte impulsive, se întâmpla, așa cum recunoaște chiar el, ca uneori să exagereze: „În acest vălmășag avem cel puțin meritul de a voi să spunem adevărul, câteodată concedem că într-o formă prea crudă.”

## Principii politice
O comparație între principiile liberale și cele conservatoare, așa cum le concepea Eminescu, găsim în articolul din 1 aprilie 1882. El considera că liberalii priveau statul într-o „manieră mecanică”, ca pe un mecanism „cu resorturi moarte a cărui activitate și repaos se regulează după legile staticii și ale dinamicii”. De aceea ei nu respectau tradițiile, pe care le considerau niște prejudecăți, și credeau că pot să inventeze după bunul lor plac legi noi sau să importe legi „traduse de pe texte străine, supte din deget”. Pentru liberali scopul economiei politice era producția, ceea ce făcea ca omul să fie redus „la rolul unui șurub de mașină”. Prin această abordare simplistă se ajungea ca statul să fie privit ca „un mijloc de-a face avere, de-a-și câștiga nume, de-a ajunge la ranguri și la demnități”.
„Orice idee a priori, răsărită în creierii strâmți a unui om curios, orice paradox e bun numai să aibă puterea de-a aprinde imaginația mulțimii și de-a o duce pe calea aceea care n-o conduce pe ea spre bun trai, spre muncă și adevăr, ci care poate ridica o pătură nouă de oameni în sus, o pătură turbure, despre care să nu știi bine nici ce voiește, nici ce tradiții are, nici dacă e capabilă a conduce un stat ori nu.”
Dimpotrivă, pentru conservatori statul nu era „opera unor intențiuni premeditate, ci un produs organic al naturii, gingaș ca toate produsele de soiul acesta; afacerea noastră e de-a cunoaște proprietățile lui naturale și nu de-a-i dicta noi legi, ci a ne adapta legilor cari-i sunt înnăscute”. În această abordare „obiectul îngrijirii publice e omul care produce, nu lucrul căruia-i dă ființă” și se urmărește ca „toate aptitudinile fizice și morale ale omului să se dezvolte prin o muncă inteligentă și combinată, nu ca să degenereze și să se închircească în favorul uneia singure”.
„Natura poporului, instinctele și înclinările lui moștenite, geniul lui, care adesea, neconștiut, urmărește o idee pe când țese la războiul vremii, acestea să fie determinante în viața unui stat, nu maimuțarea legilor și obiceielor străine. Deci, din acest punct de vedere, arta de-a guverna e știința de-a ne adapta naturii poporului, a surprinde oarecum stadiul de dezvoltare în care se află și a-l face să meargă liniștit și cu mai mare siguranță pe calea pe care-a apucat.”
O astfel de societate trebuie să se bazeze pe muncă pentru că „materia vieții de stat e munca, scopul muncii bunul trai, averea” și cel mai mare rău e sărăcia. De aceea oamenii trebuie să fie convinși că situația lor materială și socială depinde în primul rând de muncă. „Oricând trebuie să existe putința pentru om de a urca prin muncă și merit în ierarhia socială, care n-ar trebui să fie decât o ierarhie a muncii.”
Pentru Eminescu legea supremă în politică era conservarea naționalității și întărirea statului național:
„… toate dispozițiile câte ating viața juridică și economică a nației trebuie să rezulte înainte de toate din suprema lege a conservării naționalității și a țării, cu orice mijloc și pe orice cale, chiar dacă și mijlocul și calea n-ar fi conforme cu civilizația și umanitarismul care azi formează masca și pretextul sub care apusul se luptă cu toate civilizațiile rămase îndărăt sau eterogene.”
De aceea o politică eficientă putea fi realizată numai ținând seama „de calitățile și defectele rasei noastre, de predispozițiile ei psihologice”. Prin atitudinea sa, Eminescu nu dorea să constrângă cetățenii de altă etnie să devină români sau să-i excludă din viața publică. Ceea ce își dorea era ca interesul național să fie dominant, nu exclusiv. „Dar ceea ce credem, întemeiați pe vorbele bătrânului Matei Basarab e că țara este, în linia întâia, elemental național și că e scris în cartea veacurilor ca acest element să determine soarta și caracterul acestui stat.” 
Eminescu afirma că „misiunea noastră ca popor latin de confesie ortodoxă” este de a face legătura dintre Occident și Orient. Pentru a reuși în această misiune trebuia să ducem o politică defensivă de echilibrare a influențelor marilor puteri cu care ne învecinam. De aceea neutralitatea era considerată de Eminescu principiul fundamental al politicii externe a României.

## Independența României

### Cadrul politic
În a doua jumătate a secolului al XIX-lea viața politică în Europa era dominată de așa-numita „chestiune orientală”, care consta în împărțirea între marile puteri a teritoriilor eliberate ca urmare a prăbușirii Imperiului Otoman. Direct implicate în acest proces erau Rusia și Austro-Ungaria. Rusia sprijinea atât politic, cât și militar mișcările de eliberare ale slavilor din Peninsula Balcanică. Austria încerca să obțină dominația economică în regiune și să-și extindă teritoriul prin manevre diplomatice. Anglia susținea Imperiul Otoman, iar restul marilor puteri europene (Germania, Franța, Italia) încercau să joace un rol cât mai important în redistribuirea puterii.
Criza care a dus la izbucnirea războiului ruso-turc a început la 9 iulie 1875 prin răscoala antiotomană din Bosnia și Herțegovina. În România, guvernul conservator condus de Lascăr Catargiu a inițiat demersuri diplomatice pentru obținerea neutralității și a independenței. Dar Carol I intenționa să obțină independența pe calea armelor, astfel încât la 31 martie 1876 guvernul conservator a fost obligat să demisioneze pentru a fi înlocuit de un guvern liberal condus de I.C. Brătianu, care agrea soluția domnitorului. Între timp Serbia și Muntenegru au declarat război Imperiului Otoman. Pentru a putea interveni în conflict Rusia a angajat negocieri secrete cu Austro-Ungaria, care în schimbul ocupării Bosniei și Herțegovinei a consimțit să rămână neutră. De asemenea, a fost de acord ca Rusia să ocupe sudul Basarabiei (județele Cahul, Bolgrad și Ismail) ce fusese redat Moldovei în urma Războiului Crimeii din 1856.
Ca urmare a înțelegerilor de la Livadia din 29 septembrie 1876 cu țarul Alexandru II, la 4 aprilie 1877 s-a semnat Convenția politică româno-rusă prin care guvernul român a acceptat trecerea trupelor țariste pe teritoriul românesc la sudul Dunării, iar cel țarist s-a angajat să garanteze integritatea și suveranitatea României. Parlamentul român a votat intrarea României în război și la 9 mai 1877 a proclamat independența. Inițial Rusia a refuzat colaborarea militară oferită de români, dar ca urmare a înfrângerii suferite la Plevna ea a fost nevoită să ceară ajutor. Trupele române și rusești conduse de Domnitorul Carol au cucerit reduta Grivița, cetatea Rahova, redutele de la Opanez, au obținut capitularea armatei turce de la Plevna și au ocupat Smârdanul. Armistițiul ruso-româno-turc s-a semnat la 19 ianuarie 1878.
Neținând cont de garanțiile date în convenția semnată cu România, Rusia și-a exprimat oficial pretențiile ei asupra sudului Basarabiei în ianuarie 1878. Opinia publică română era revoltată de posibilitatea pierderii celor trei județe și în parlament s-au votat moțiuni de protest, iar primul-ministru a declarat că nu va accepta niciodată această pierdere teritorială. Guvernul a fost acuzat că a intrat în război de partea Rusiei fără să ceară garanții suplimentare, pe lângă cele din convenția inițială. În legătură cu această acuzație, Carol I mărturisea într-o scrisoare către împăratul Germaniei că i se păruse mai „cavaleresc a intra în acțiune fără condiții și a nu mă folosi de momentul când norocul era defavorabil armatelor ruse, ca să mă dedau la un asemenea târg”.
Condițiile finale de pace s-au stabilit la Congresul de la Berlin din 1878, unde România a participat numai cu titlu consultativ. Aici s-a hotărât recunoașterea independenței României cu condiția ca sudul Basarabiei să fie cedat Rusiei și ca drepturile politice și civile să nu fie condiționate de apartenența religioasă. În compensație se recunoștea dreptul României asupra Dobrogei. Publicistica lui Eminescu acoperă perioada Războiului de Independență, a proclamării independenței, a satisfacerii condițiilor impuse de Congresul de la Berlin pentru recunoașterea independenței și proclamarea regatului. Acestea au fost de altfel principalele teme ale articolelor sale pe care le vom urmări în continuare.

### Războiul de independență
La începutul Războiului de Independență Eminescu a susținut prin scrierile sale efortul militar al țării. Din decembrie 1877 el a început să critice vehement felul în care guvernul I.C. Brătianu s-a angajat și a participat la război. Acuzația cea mai gravă pe care o aducea Eminescu era faptul că în iulie 1877 guvernul a aprobat intrarea în război de partea Rusiei fără să ceară nici o garanție în scris. Înainte să se facă publică intenția Rusiei de a anexa sudul Basarabiei, Eminescu scria:
„„Intrară în război, fapt care se putea foarte bine aproba și sprijini, dar intrară cu o armată nepregătită cu nimic, grație ineptei și culpabilei lor administrații, și fără nici o convenție stipulând și marginea sacrificiilor și întinderea beneficiilor pentru români, mulțumită închinatei lor diplomații. Întrebați de presa conservatoare dacă au vreun tratat cu împărăția alăturea de care luptau, ei răspunseră cu cutezanță că acea împărăție nu putea să trateze cu un stat care este încă vasal și, adăugând la această umilă mărturisire lingușiri fățarnice pentru puternicul suveran ce ocupa România și Turcia cu cinci sute de mii de oameni, adăugau că ei nu fac insultă generosului țar a-i cere zapis, etc.” ”
Schimbarea atitudinii față de Războiul de Independență este vizibilă în articolul Actualitatea, publicat în Timpul în 11 Dec. 1877, în care Eminescu descrie războiul ca desfășurându-se strict pentru beneficiul grecilor și bulgarilor - care erau un obiect constant al xenofobiei lui, în contextul analizei politicii românești. 
„„ Liberalii sunt smântâna și temeiul României, noi suntem niște rămășițe din vechile populațiuni autohtone, cari nu merită să fie băgate în seamă. De ! iertați-ne, boieri, Arionești și Cărădești, că ni s-a părut și nouă biet că trăim în țara noastră ai avem de zis o vorbă. Iertați-ne pentru că nu băgasem de seamă că suntem în Bulgaria, iertați-ne apoi că n-am voit să ne batem pentru bieții greci și bulgari. Nu vedeți că ne-am supus stăpânilor? Nu vedeți că ne-am trimis copiii la junghiere pentru că d. Anghelescu să poată culege lauri pe pielea lor? Ba au ajuns ca până și ciorò-horò, rumânaș de laie, alb ca pana corbului, să scoată gazetă, în care să ne batjocorească în toate zilele. Nu vă e destul, milostivi stăpâni?” ”

După vizita la București a generalului Ignatiev, când s-au dezvăluit intențiile Rusiei de a anexa sudul Basarabiei, Eminescu a desfășurat o febrilă acțiune de informare a cititorilor despre drepturile istorice ale românilor. Între 3 și 14 martie 1878 a publicat un amplu studiu pe această temă. În același timp el a început să bănuiască că guvernul român știa mai demult despre pretențiile Rusiei. Felul în care s-au desfășurat tratativele cu rușii au fost dezvăluite la 30 septembrie 1878, când Kogălniceanu a declarat în fața Camerei Deputaților că principele Gorceakov îl anunțase de intenția Rusiei de a face un schimb de teritorii încă în iunie 1877. Și cu toate acestea România a intrat în război peste două luni fără a cere garantarea granițelor.
„„Înainte de toate nu mai e nici o îndoială cumcă guvernul a lucrat întotdeauna fără știrea și consimțământul prealabil al Parlamentului.
Acest guvern anihilat – precum îi zice d. Kogălniceanu – știa în iunie anul trecut (1877 n.n.) că rușii vor cere îndărăt Basarabia, o știa din gura a chiar principelui Gorceacov, precum a mărturisit-o ministrul nostru de externe și cu toate acestea a trecut Dunărea cu armata, fără a semna cu rușii cel mai mic act internațional, lucru nemaipomenit de când lumea. Tot acest guvern anihilat a dat Basarabia, a primit Dobrogea și a declarat că se supune dispozițiilor Tratatului din Berlin, convocând post festa Parlamentul, ca să-i dea un bil de indemnitate (vot de încredere n.n.).” ”
Indignarea lui Eminescu crește și mai mult când în câteva scrisori primite la redacție se dezvăluie implicarea directorului din Ministerul de Interne, Simeon Mihălescu, în asigurarea carelor de rechiziție de la țăranii români pentru transporturile armatei ruse. Pentru că intendența armatei ruse nu reușise să obțină de la guvernul român aceste rechiziții, rușii au cedat contractul de transport antreprenorului Warszawski, care a obținut prin mită rechiziționarea carelor în condiții oneroase pentru țărani.
„„Mânați de cnutul cazacului, pe un frig de crăpau lemnele și pietrele, cetățenii liberi ai României mergeau siliți cu carele lor la Gabrova, la Târnova, la Selvi, la Biela, și s-au întors cu palmele, alții cu vitele bolnave, pentru a întinde epizootia asupra țării întregi; astăzi țăranii au ajuns așa încât trei-patru case trebuie să puie mână de la mână ca să înjghebe un plug, 5-6 ani cată să treacă până ce vom avea alte instrumente vii de muncă, iar până atunci munca întreagă a nației va fi paralizată - și toate acestea pentru ce? Pentru ca un om sau doi să se îmbogățească din vânzarea aceasta de viață și de muncă omenească, pentru ca criminali de rând să trăiască în lux și desfătări, pe când soldații noștri mureau de goliciune și foame pe câmpiile ninse ale Bulgariei, pe când țăranii noștri lăsau care și boi întroienite în drum și-și luau lumea în cap.” ”
În urma unui „simalacru de anchetă”, după aprecierea lui Eminescu, o comisie a Senatului l-a disculpat pe Simeon Mihălescu de orice vină. Acesta, într-un discurs în fața Senatului, a recunoscut că s-au produs abuzuri cu ocazia rechizițiilor despre care declara că el „a ridicat numai un mic colț al vălului care acoperă această scabroasă cestiune”. În urma tuturor acestor dezvăluiri Eminescu acuza guvernul liberal că a încercat să ascundă opiniei publice eșecurile politicii sale și să arunce răspunderea asupra Parlamentului sau a regelui.

### Basarabia și Dobrogea
După încheierea Congresului de la Berlin, cea mai urgentă măsură ce i s-a impus României în schimbul recunoașterii independenței a fost cedarea sudului Basarabiei. Guvernul liberal a vrut să trateze această pierdere de teritorii ca pe o simplă rectificare a limitelor statului astfel încât nu considera că era nevoie de o adunare constituantă pentru a o aproba. Eminescu, pe baza articolului 2 din Constituție, care proclama inalienabilitatea teritoriului României, considera că Parlamentul ales în cu totul alte condiții nu avea dreptul să hotărască în această privință.
„Sofisma este atât de învederată și de pipăită încât un copil o poate duce ad absurdum. Căci într-adevăr, dacă cesiunea a trei județe întregi nu-i decât o schimbare de limite, atunci și cesiunea a 10, 15, 20 de județe nu-i decât o schimbare de limite, ergo rectificându-se și schimbându-se mereu limite prin Camere ordinare, am putea ajunge să vedem rectificat teritoriul României la circumscripțiunea Fefeleiului.”

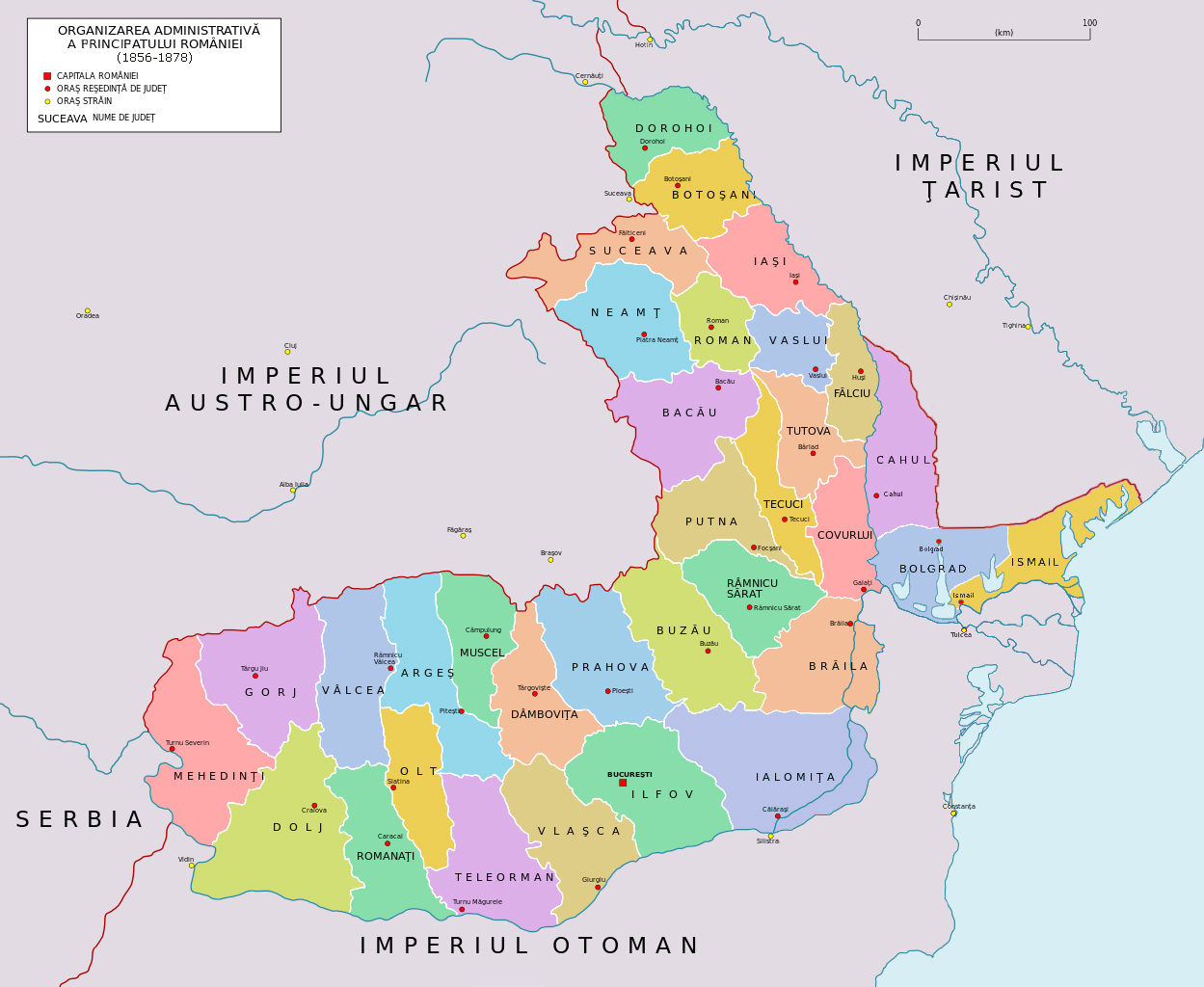
România înainte de Congresul de la Berlin cu cele trei județe din Basarabia: Cahul, Bolgrad și Ismail

Cu toate acestea, în septembrie 1878 Parlamentul „autorizează” guvernul de a retrage autoritățile civile și militare din Basarabia și de a lua în posesiune Dobrogea. Eminescu comenta dezbaterile parlamentare în felul următor:
„Întocmai ca meșterii de discursuri funebre, care caută a se străluci și folosi ei înșiși pe cadavrul abia coborât în groapă, haita netrebnică ce compune majoritatea radicalilor din Dealul Mitropoliei, cu Misail și Pseudo-Ureche în frunte, caută, în discursuri stupide sau șarlatanești, să se apoteozeze pe sine plângând Basarabia, pentru a cărei retrocedare însă, la urma urmelor se proclamă competenți.”
În octombrie 1878, după evacuarea sudului Basarabiei, Rusia recunoștea independența României. Cu această ocazie Eminescu descrie ceea ce îi aștepta pe românii din teritoriile cedate Imperiului Țarist.
„Sub forma monarhiei absolute domnește cel mai mare arbitrariu administrativ; se rusifică cu sila tot ce nu e moscovit; biserica a devenit o poliție a conștiinței care închide în temniți mii de oameni de altă religie; pentru o vorbă liberă sau un șir liber tribunalele dictează pedepse neomenoase, condamnă la munca silnică în minele de plumb fete în vârstă aproape copilărească și băietani de pe băncile școlii, pentru nimicuri, pentru credințe care au trebuit să se nască ca idealuri nerealizabile în întunericul acelor internate în care semicultura și pospăiala e un mijloc pentru o mai adâncă barbarie decât aceea a unui popor primitiv.”
Ca urmare a acestor critici, redactorul șef al Timpului, I.A. Cantacuzino, i-a cerut lui Maiorescu să intervină pe lângă Eminescu să nu transforme ziarul oficial al conservatorilor în „organul personal al antipatiilor sale”.. Pentru că Eminescu nu a ținut cont de aceste recomandări, Cantacuzino amenința că își va impune o „separație” față de poet.

România după 1878

Dobrogea a intrat oficial în componența României la 8 octombrie 1878. Într-o serie de articole Eminescu a susținut dreptul nostru istoric asupra Dobrogei. El arăta că în timpul popoarelor migratoare „Dobrogea și țările române se considerau ca aparținând împărăției bizantine”. Mircea cel Bătrân a ocupat Dobrogea de la tătari pentru ca apoi să fie ocupată de turci până în 1878. Eminescu considera că preluarea Dobrogei ar trebui să se facă cu „consimțământul populației”, care erau „adevărații proprietari” ai ținutului, organizându-se un plebiscit. El mai atrăgea atenția guvernului să nu trateze această problemă ca pe o compensație a cedării Basarabiei.
„Organul ministerului de externe vorbește de compensații suficiente. Noi am zis de la început că nu există compensații pentru Basarabia, precum nu există niciodată vreo plată pentru o palmă măcar din pământul patriei. Acestea sunt lucruri sfinte, care se pierd și se câștigă prin împrejurări istorice, dar nici se vând, nici se cumpără, nici se schimbă.”
În privința organizării viitoare Eminescu a propus ca Dobrogea să fie tratată ca o „provincie deosebită, respectându-se legile, datinile, individualitatea lor locală”.

## Chestiunea izraelită
Articolul 7 din Constituție prevedea că „numai străinii de rit creștin vor putea obține naturalizarea”. Congresul de la Berlin a cerut înlăturarea acestei restricții în schimbul recunoașterii independenței României. După rezolvarea problemei Basarabiei și Dobrogei, societatea românească a fost intens preocupată de modificarea Constituției în sensul cerut de Congresul de la Berlin și Eminescu a luat parte activă la aceste dezbateri.
Eminescu era împotriva acordării în masă a cetățeniei române evreilor. El își motiva atitudinea prin realitățile sociale și economice ale vremii și declara că nu era stăpânit de ură față de evrei.
„Marile fenomene sociale se întâmplă, după a noastră părere, într-o ordine cauzală tot atât de necesară ca și evenimentele elementare, și dacă nu putem zice că avem ură în contra ploii, chiar când cade prea multă, sau contra ninsorii, tot astfel nu ură putem simți pentru un eveniment atât de elementar ca imigrațiunea în mase a unui element etnic care-a contractat anume apucături economice ce nu ne convin sub persecuțiile altor popoare.”
Eminescu se referea la faptul că în țările de unde au emigrat, evreii au fost împiedicați să practice meșteșugurile și au fost astfel constrânși să se ocupe cu negoțul și specula. El afirma că imigrarea evreilor în număr mare, mai ales în Moldova, s-a datorat încercării lor de a se sustrage obligației de a efectua serviciul militar în țările de origine, posibilității de a profita de regimul consular din România care le asigura o „poziție privilegiată față de populația autohtonă a țării” și mai ales neputinței principatelor române de se apăra de această invazie.
Influența nefastă a evreilor asupra societății românești s-a datorat, după părerea lui Eminescu, faptului că ei s-au manifestat ca o structură străină și dușmănoasă „întrebuințând în locul cuțitului și pistolului băuturi falsificate cu otrăvuri”.
„Solidari între ei, înțelegându-se și contractând într-o limbă neînțeleasă pentru poporul nostru, judecându-și conflictele înaintea rabinilor, au format o nație în nație, un stat în stat și un stat dușman existenței noastre, având în vedere ruina și pierderea populațiunilor noastre. Aceste lucruri nu se pot tăgădui. Tarifa de prețuri a tuturor obiectelor de consumațiune se stabilea și se stabilește încă în sinagoge; obiectele de primă necesitate se vând astăzi în Moldova cu prețuri mai urcate creștinilor, cu mai scăzute evreilor.”
În susținerea afirmațiilor sale Eminescu se folosea de statisticile populației rurale, care avea tendința să crească în județele în care nu erau evrei, pe când acolo unde erau mulți evrei natalitatea în rândul românilor era mai mică decât mortalitatea. Tot de statistică s-a folosit în studiul pe care îl publică între 24 mai și 21 iunie 1879 pentru a arăta efectele pe care le avea cămătăria practicată de evrei și modul în care erau afectate industria și comerțul localnicilor. Concepția lui Eminescu era destul de răspândită în Europa acelei vremi, așa cum arată studiile pe care le-a preluat privind situația evreilor în Austro-Ungaria, Franța sau Germania.
În fața acestei realități Eminescu nu se gândea la aplicarea unor măsuri violente împotriva evreilor. Soluția pe care o propunea era bazată pe armonizarea intereselor populației evreiești cu cea majoritară, într-o formă constructivă.
„Izraeliții, în numărul în care sunt astăzi, constituie o putere de a cărei acțiune cată neapărat să se țină seamă. A face să nu existe această putere nu stă în facultatea omului de stat, precum nu poate cineva desființa Dâmbovița ori Ialomița; cestiunea nu poate fi decât a o face în adevăr folositoare.
Precum un râu de munte îneacă nefiind supus voinței determinante a omului, pe când cu albia regulată el poartă vase și devine un izvor de înavuțire pentru câmpiile ce le petrece, astfel și un element etnic care ar lăsa curs liber numai instinctelor sale ar fi periculos, pe când abătut în albia unei munci liniștite și productive ar deveni folositor patriei lui adoptive și, cu vremea, ar ține poate la pământul ei sfânt tot cu atâta tragere de inimă ca și urmașii acelor războinici păstori cu puternice și încăpătoare cranii cu care Radu și Dragoș au cuprins câmpiile Modovei și ale Țării Românești.”
În urma alegerilor din mai 1879, liberalii au obținut majoritatea în Adunarea Constituantă pentru revizuirea articolului 7 din Constituție, dar nu dispuneau de 2/3 din voturi pentru a-și putea impune soluția. În esență ei preconizau acordarea cetățeniei române tuturor evreilor născuți în țară care nu s-au bucurat niciodată de protecție străină. Eminescu a criticat intenția liberalilor de a acorda drepturi civile depline unui număr atât de mare de evrei pentru că aceștia urmăreau „să poată cumpăra moșiile statului și cele particulare, să puie mâna în orașe și sate pe orice negoț și orice industrie, c-un cuvânt să aibă toate drepturile civile ale românului, fără a avea neplăcuta datorie de-a servi în armată”. I.C. Brătianu a insistat în dezbaterile parlamentare pentru împământenirea în masă a evreilor „amenințând pe deputați cu primejdie din partea Europei”, ceea ce l-a făcut pe Eminescu să tragă concluzia că Brătianu făcuse promisiuni anterioare în acest sens Alianței izraelite. În octombrie 1879 s-a adoptat soluția conservatoare care fusese susținută de Eminescu în articolele sale, prin care împământenirea era individuală, naturalizarea în bloc acordându-se numai evreilor care participaseră la războiul de independență.

## Chestiunea Dunării și proclamarea regatului
Așa cum recunoașterea independenței a fost obținută prin concesii economice și politice, la fel și recunoașterea proclamării regatului a fost obținută după complicate tratative legate de statutul Dunării. Chestiunea Dunării a apărut după Războiul Crimeii când, la Congresul de pace de la Paris din 1856, s-a proclamat libera navigație pe Dunăre și s-a hotărât formarea unei Comisii permanente a statelor riverane Dunării. Din cauza pretențiilor Imperiului Habsburgic de a avea deplina supremație pe întregul curs al fluviului a putut fi înființată doar Comisia Europeană a Dunării provizorie alcătuită din reprezentanții celor șapte puteri semnatare ale tratatului care avea sarcina de a face navigabile gurile Dunării de la Isaccea la Marea Neagră. După Congresul de la Berlin, în vara anului 1880, delegații Austro-Ungariei și Germaniei au prezentat Comisiei Europene provizorii un anteproiect pentru regimul navigației pe Dunărea de Jos (între Porțile de Fier și Galați), care prevedea crearea unei Comisii Mixte compusă din câte un delegat al fiecărui stat riveran și unul al Austro-Ungariei cu funcția de președinte permanent și dispunând de vot preponderent, deși ea nu era stat riveran la Dunărea de Jos. Această Comisie Mixtă avea prerogative care încălcau flagrant suveranitatea statelor membre.
În cursul anului 1880 guvernul liberal condus de I.C. Brătianu a dus negocieri secrete cu Austro-Ungaria pentru ca în schimbul acceptării Comisiei Mixte sub președinția Austriei să obțină recunoașterea viitoarei proclamări a regatului. În acest scop în martie 1880 I.C. Brătianu a făcut o vizită oficială la Viena și Berlin iar ministrul de externe, V. Boerescu, a recunoscut ulterior că la 26 februarie și 1 martie 1880 a trimis reprezentanților României din străinătate o circulară confidențială conținând condițiile în care guvernul român ar fi fost de acord cu înființarea Comisiei Mixte sub președinția Austriei. În mai 1881, primul ministru în funcție, Dumitru Brătianu, constata că deși nu se luase nici un angajament scris, totuși, în urma convorbirilor avute pe baza acestor circulare, toate puterile europene au rămas cu convingerea că România era gata să accepte condițiile austriece. De altfel peste un an, în 1882, Mihail Kogălniceanu afirma că „ministerul din Viena păstrează scrisori autografe ale d-lui Boerescu prin care acesta acceptă Comisia Mixtă”, scrisori pe care nu le publică, pentru că „nepublicate îi rapoartă mai mult decât publicate”.
La 14 martie 1881 parlamentul a aprobat transformarea României în regat. Eminescu considera că această inițiativă nu era decât „o tichie de mărgăritar”  sau „o nouă poreclă a țării noastre” . Fără ca să fie la curent cu înțelegerile secrete făcute cu austriecii, în 5 martie el a preluat în Timpul un articol dintr-un ziar austriac, Deutsche Zeitung, care rezuma punctul de vedere austriac față de proclamarea regatului român. În articol se afirma că dacă celelalte mari puteri nu aveau nici o obiecție, Austria în schimb era mai rezervată pentru că ridicarea la rang de rege a principelui Carol ar trezi „în micii potentați ai Orientului ambiții noi și dorințe noi”. De aceea, pentru a fi de acord cu proclamarea regatului, Austria aștepta o compensație și anume acceptarea anteproiectului austriac cu privire la Comisia Mixtă a Dunării de Jos.
La 10 mai 1881 s-a organizat sărbătorirea proclamării regatului. Cu această ocazie Eminescu a publicat în Timpul poezia Scrisoarea III și un articol politic în care analiza situația țării în ajunul serbării de încoronare. Mai întâi constata că din 1859 țara a sărăcit, populația a scăzut datorită demoralizării și mizeriei, meșteșugurile autohtone au dispărut și în orașe au prosperat străinii. Astfel, succesele formale cu care se împăunau guvernanții nu dovedeau decât nepăsarea lor față de soarta țăranilor, singura clasă productivă a societății.
La începutul lunii aprilie 1881, înaintea serbării de la 10 mai, în mod surprinzător, I.C. Brătianu a înaintat regelui demisia guvernului, invocând motive de sănătate. Criza a fost rezolvată la 10 aprilie când s-a format un guvern condus de Dumitru Brătianu, fratele fostului prim-ministru. Așa cum a rezultat din desfășurarea evenimentelor de după 10 mai 1881, motivul demisiei lui I.C. Brătianu a fost încercarea de a scăpa de consecințele acțiunilor întreprinse de guvernul său în chestiunea Dunării prin trecerea răspunderii asupra noului guvern. Văzând că Dumitru Brătianu nu voia să semneze înțelegerile de înființare a Comisiei Mixte, I.C. Brătianu s-a întors în fruntea guvernului. Ca o compensație pentru demiterea sa atât de rapidă, Dumitru Brătianu a fost ales președinte al Adunării deputaților. În articolul din 12 iunie Eminescu reproducea cuvântarea „pe cât de duioasă, pe atât de naivă” pe care noul ales a ținut-o în fața deputaților. Dumitru Brătianu se considera nedreptățit că a fost schimbat din funcția de prim-ministru, nefiind lăsat să facă „nici bine, nici rău”. El recunoștea cu o candoare dezarmantă că știa lucruri atât de grave încât dacă le-ar fi spus ar fi pus în primejdie guvernarea liberală. De aceea nu a participat la ședința parlamentului în care a fost demis, de teamă ca la furie să nu se poată abține. Ținând cont că singura problemă litigioasă discutată în timpul scurtei sale guvernării a fost chestiunea Dunării, este evident că informațiile pe care le ascundea priveau această problemă.
Sub presiunea opiniei publice, guvernul liberal a dat impresia că-și schimbă atitudinea față de Comisia Mixtă și în toamna anului 1881, cu ocazia mesajului regal la deschiderea lucrărilor Parlamentului a afirmat că nu va consimți ca „navigația de la Porțile de Fier la Galați să rămână sub acțiunea preponderentă a unei singure puteri”. Din cauza formei polemice a acestei afirmații, Austro-Ungaria a suspendat relațiile diplomatice cu România. În discursul de răspuns la mesajul tronului, I.C. Brătianu a încercat să justifice afirmațiile provocatoare spunând că au fost greșit înțelese. Deoarece Austria nu a fost mulțumită de răspuns, guvernul a trebuit să-și ceară scuze explicite ceea ce i-a prilejuit lui Eminescu următoarele comentarii:
„„Propter vitam vivendi perdere causas, a pierde, pentru a-și păstra o viață nemernică, tot ce dă valoare existenței omenești, iată formula după care se poartă partidul roșu. Precum, pentru popularitate, au riscat un șir de fraze viteze la adresa Austriei, tot astfel pentru a rămânea la putere se târăsc azi lingând mâna pe care voiau s-o muște și, loviți de această mână, siliți a buigui cea mai umilitoare din toate scuzele, maltratați ca niște adevărați valeți, ce expresie găsesc d-nia lor pentru a însemna acest act de înjosire? «O neînțelegere – zice Românul - o gratuită presupunere».””
Concluzia lui Eminescu cu privire la modul în care s-au desfășurat negocierile privind Dunărea de Jos era că guvernul liberal a acționat neprofesionist lăsând să-i scape momentele favorabile pentru că a dat puterea de decizie „pe mâna a diferiți copii mari care se joacă de-a diplomația și care de câte ori fac, fără s-o știe poate, afacerile străinilor, se cred cumplit de fini”.
În aprilie 1882 reprezentantul Franței în Comisia Europeană a prezentat un proiect de compromis bazat pe anteproiectul austriac. Cu mici modificări această propunere a fost acceptată de cele șapte mari puteri europene la Conferința de la Londra din 1883. Guvernele de la București și Sofia au refuzat să ia în considerare prevederile tratatului care nu a putut fi aplicat în practică. Conflictul s-a aplanat în octombrie 1883 la încheierea alianței secrete româno-austro-ungare prin care se instituiau relații economice preferențiale cu Austro-Ungaria și Germania.

## Polemica cu liberalii
Majoritatea articolelor scrise de Eminescu sunt prilejuite de polemica dusă cu ziarele liberale și în principal cu Românul condus de C.A. Rosetti. Cea mai explicită și completă prezentare a atitudinii sale în această polemică o găsim într-un articol publicat în 8 aprilie 1882 ca răspuns la atacurile din Românul ale lui N. Xenopol . Acesta afirmase că producția literară a lui Eminescu dovedea o „necunoștință deplină a limbii române” și că ea cuprindea „nenumărate exemple de aberațiune mintală”. În plus, poetul era numit „bulgar” cu „capul pătrat”, „flașnetar” cu îmbrăcămintea în dezordine și recomanda internarea lui la Mărcuța pentru că se credea român, deși își schimbase terminația numelui din ovici în escu.
Răspunsul lui Eminescu, scris în nume personal (articolul este semnat, spre deosebire de marea majoritate a articolelor pe care le-a publicat în Timpul), cuprinde două părți. În prima parte el explica supărarea lui N. Xenopol prin faptul că într-un articol anterior făcuse aluzie la originea etnică a acestuia, afirmând că prin încrucișarea rasei evreiești cu cea grecească ar apărea „niște exemplare de caracteriologie patologică care ar fi o adevărată pepinieră pentru viitorul redacției Pseudo-Românului”. Eminescu mărturisea că în mod intenționat a lovit „în instinctele bastarde ale acelor străini, românizați de ieri alaltăieri”, care fără pregătirea necesară își permiteau să comenteze producțiile scriitorilor români „cu acea cârnire din nas proprie scriitorilor izraeliți din toate țările, cu acea suficiență care se crede superioară oricui”. În felul acesta defectele lor înnăscute vor fi temperate „pentru a nu deveni stricăcioase vieții noastre publice”. Eminescu mai afirma că modul în care se reflecta persoana lui în ochii lui N. Xenopol nu avea pentru el nici o importanță și că singura insultă din partea acestuia ar fi fost ca scrierile sale să fie lăudate în coloanele Românului. Totuși, el preciza că familia sa este română, chiar „nobilă neam de neamul ei” și că printre strămoșii săi nu se găsesc „jidani, greci ori păzitori de temniță”.

### Teoria păturii superpuse
În același articol Eminescu scria că nu dă importanță acestei polemici personale, dar ea reprezenta ocazia de a afirma un adevăr pe care-l credea „nestrămutat și de cea mai mare importanță pentru dezvoltarea ulterioară a poporului nostru”:
„… tocmai în România poporul românesc n-a ajuns – decât cu rare excepții – de-a da expresie ființei sale proprii. În viața publică, în școli, în literatură chiar s-a superpus o promiscuitate etnică din părinți ce nu vorbeau în casa lor românește, și această pătură superpusă e cuprinsă de un fel de daltonism intelectual față cu calitățile unuia din cele mai inteligente și din cele mai drepte popoare, poporul românesc.”
Cunoscând încă din copilărie toate provinciile locuite de români, Eminescu a constatat că atât fizic cât și intelectual ei erau superiori „populațiilor din orașe din care se recrutează guvernele, gazetarii, deputații ș.a.m.d.”. Franchețea de caracter și onestitatea țăranilor se regăsea mai mult în felul de a fi al vechilor boieri. Astfel a fost nevoit să tragă concluzia că pătura superpusă (liberalilor) „nu era nici română de origine, nici asimilabilă măcar”.
Eminescu considera că cea mai bună dovadă în sprijinul afirmațiilor sale o constituia lista numelor convivilor lui C.A. Rosetti la banchetul din 27 septembrie 1881 dat în cinstea a 25 de ani de activitate a ziarului Românul, listă care a apărut în numărul special al Românului consacrat acestui eveniment. În articolul plin de ironie publicat cu această ocazie de către Eminescu, el înșira 65 de nume ale participanților la banchet care dovedeau originea străină a acestora. În ciorna articolului păstrată în manuscris Eminescu face o statistică mai completă. Din cei aproximativ trei sute de participanți el enumera 92 de nume străine, 16 nume curat românești, restul fiind „de proveniență obscură”. Concluzia era că acestea erau „elementele determinante ale României”.
Continuându-și argumentația, Eminescu afirma că din izvoarele istorice rezultă că în evul mediu clasa de mijloc era în majoritate de origine străină. Astfel revoluția socială începută de către Cuza Vodă și continuată cu o intensitate sporită până în 1882 a constat în esență în continuarea acestui proces prin „proclamarea perpetuă a predominării elementelor străine asupra poporului istoric, compus încă până azi din țărani mari și mici”. Ajuns la o asemenea convingere, Eminescu s-a simțit dator „de a fi și de-a rămânea în partea poporului istoric, din care însumi fac parte, și în contra păturii superpuse de venetici”.
Concepția lui Eminescu se baza pe ideea că popoarele se diferențiază unele de celelalte prin trăsături psihice bine precizate. Sub influența determinismului riguros care domina epoca lui, Eminescu considera că și caracterul oamenilor este strict determinat de înaintași prin moștenire. De aceea interacțiunea diferitelor popoare este o confruntare între mentalitățile lor diferite. El considera că psihologia românilor este dictată de faptul că până la Regulamentul Organic ei au fost păstori, ceea ce explica faptul că erau „un popor plin de originalitate și de-o feciorească putere formată printr-o muncă plăcută, fără trudă, de acolo însă și nepăsarea lui pentru forme de civilizație care nu i se lipesc de suflet și n-au răsărit din inima lui”.. Românii, un popor tânăr, au intrat în contact cu popoare „bătrâne”, ceea ce constituia un mare pericol pentru ei.
„Vai de poporul tânăr, cu instincte generoase, cu inteligența mlădioasă și primitoare de adevăr, când vine în atingere cu uscăturile omenirii, cu resturi de popoare vechi care au trecut prin toate mizeriile unei civilizații stinse, cu acele resturi în care vertebre și cranii sunt osificate și condamnate la o anumită formă, resturi intelectual sterpe, fizic decăzute, moralicește slabe și fără de caracter. Toată viața publică a poporului tânăr se viciază, moralitatea lui decade, inteligența lui sărăcește și se usucă.”
Astfel de popoare bătrâne erau după părerea lui grecii și evreii. Grecii de exemplu, erau formați în Bizanț, o împărăție dominată de „crime scârboase, de mizerii, de demagogie”.
„Legea cauzalității este absolută; ceea ce s-a petrecut ca cauză o mie de ani în Bizanț și până azi a trebuit să treacă în organizarea fizică și morală a acelui neam, s-a încuibat în privirea viclenă, chiorâșă și mioapă, în fizionomia de capră, în înclinarea de-a avea cocoașă.”
În România, care „e pe clina de despărțire a trei lumi deosebite”, au existat întotdeauna elemente străine cu care elementul autohton a trebuit să se lupte. Când acesta a învins, țara a înflorit, iar când a pierdut, viața socială s-a dezorganizat. Eminescu considera că epoca în care trăia era dominată de elementele străine care au impus teoria de „om și om”, teorie care, pentru a deosebi pe oameni între ei, folosește ca măsurătoare banul cosmopolit și înlătură toate deosebirile de rasă, origine și limbă.

### Abuzurile liberale
Eminescu considera că munca era singura soluție prin care se putea contracara influența nocivă a păturii superpuse.
„Un singur remediu există în adevăr în contra acestor rele, dar trebuie aplicat cu toată rigoarea, cu tot exclusivismul: munca, acest corelat mecanic al adevărului; adevărul, acest corelat intelectual al muncii. Dar muncă, nu nimicuri, nu mânare de muști la apă; și adevăr, nu fraze lustruite și negustorie de vorbe.”
Dar această soluție nu putea fi aplicată atâta timp cât majoritatea politicienilor nu aveau convingeri clare, ci urmăreau numai îmbogățirea și parvenirea socială. De fapt Eminescu nu era împotriva liberalilor în general, ci numai împotriva celor care prin hoție, minciună și înșelăciune dezorganizau viața socială a țării.
Foarte multe dintre articolele sale politice sunt exemplificări ale influenței nefaste a „roșilor”. Astfel, el dezvăluia practica cumulului de funcții. De exemplu, d. Dr. Grecescu era în același timp medic secundar la spitalul de copii, profesor de botanică la Facultatea de Medicină și la Școala de Farmacie, profesor de igienă la liceul Matei Basarab și medic al drumurilor de fier, iar primarul Bucureștiului se mai ocupa de afacerile epitropiei Brâncovenești, fiind în același timp și deputat. Acest cumul era expresia tendinței „de-a-și crea din bugetul statului resurse pentru un trai aristocratic” , așa cum se întâmpla și cu cei care ocupau funcții importante în stat ca urmare a unor favoruri politice, fără să aibă pregătirea corespunzătoare. De exemplu, directorul general al căilor ferate cu o leafă care echivala cu munca de o zi a 36000 de oameni fusese înainte de numire polcovnic (colonel). La fel stăteau lucrurile la regia tutunului și la banca națională. Eminescu mai dezvăluia și alte metode prin care oamenii politici puteau să profite de pe urma bugetului, ca de exemplu tipărirea biletelor ipotecare cu un preț de 30 de ori mai mare decât cel normal sau neregulile și abuzurile făcute la Ministerul de Război cu contractele de furnituri ale armatei.
Spiritul public nu era denaturat numai de hoții, ci și de faptul că înaintarea în funcții nu ținea cont de competența și caracterul oamenilor. Un exemplu pe care Eminescu îl amintea foarte des era cel al căpitanului Candiano Popescu care, călcându-și jurământul militar, a participat la răsturnarea lui Cuza Vodă în noaptea de 11 februarie 1866. Sub guvernul liberal el a fost repus în funcție și în 1880 a devenit chiar adjutant domnesc al lui Carol I. Concluzia lui Eminescu era că prin această numire li se transmitea și altor ofițeri care ar fi intenționat să-și calce jurământul militar că nu trebuiau să se teamă de consecințele faptelor lor.
Aceeași influență nefastă o aveau și miniștrii și deputații lipsiți de cele mai elementare cunoștințe de specialitate sau de cultură generală. Astfel, afirmația generalului Manu că guvernul liberal este cinic a fost interpretată de deputații liberali ca o insultă gravă, crezând că cinic înseamnă „câine nelegiuit, câine spurcat”.. O altă ocazie pe care Eminescu a folosit-o ca să scoată în evidență ignoranța deputaților liberali a fost contestarea alegerii lui Maiorescu în Parlament. Printre alte acuzații, liberalul Holban afirma că Maiorescu „aparține unei școli filozofice periculoase, căci Schopenhauer și Max Stirner spun că «forța primează dreptul»”. Deși Eminescu a atras atenția că Holban a atribuit lui Schopenhauer în mod eronat ideile „unui liberal radical”, totuși Holban a insistat într-un nou discurs că „abjectul Schopenhauer” este materialist. În punerea la punct a acestei noi aberații Eminescu scria:
„Înainte de toate constatăm că nu l-am taxat pe d. Holban numai de ignorant. Citând fals, atribuind ideile lui Stirner unui alt autor, d-sa a fost de rea-credință și acest din urmă calificativ dorim să se cunoască. D-sa a spus nedevărul despre un autor cu renume european și l-a spus cu intenția de a-l spune. Ignoranța e o nenorocire, nu o vină, minciuna este o vină pozitivă; ignoranța arată că capul este deșert, minciuna arată că inima și caracterul sunt de nimic.”

### C. A. Rosetti și I.C. Brătianu
Eminescu considera că cel care conduce această pătură superpusă, fiind și cel mai autentic reprezentant al ei, era „părintele democrației române”, C.A. Rosetti. Eminescu îl acuza că este „incapabil de a spune un singur adevăr, precum e incapabil a-l pricepe” pentru că suferea de „daltonismul minții”.
„Necunoscător cauzelor economice și sociale care determină fenomenele publice ale unei societăți omenești, d-sa face ca istoric ceea ce face și ca politician, judecă toate cele a priori, măsurându-le cu micimea insuficienței propriilor sale cunoștințe, ba vede chiar mărire și înălțare acolo unde decadența e învederată și-și face un merit din fapte absolut condamnabile.”
Eminescu îl mai acuza că este un „sofist politic” cu care trebuia să ducă o polemică continuă fără substanță.
„Nu cunoștem în adevăr apucătură, subțire sau din topor, pe care redactorul Românului să n-o întrebuințeze față cu noi și trebuie o minte călită oarecum în toate subțietățile ce se obișnuiesc de oameni spre a falsifica adevărul pentru a întâmpina curioasele, dar intenționatele sărituri ale spiritului său. ”
În mod surprinzător, în 1880 majoritatea liberală din camera deputaților a votat un capital de 150000 franci pentru C.A. Rosetti, plus o recompensă de 1000 de lei pe lună, reversibilă asupra doamnei Rosetti. Indignarea lui Eminescu s-a revărsat asupra acestui act cu totul neobișnuit prin care, din bugetul impersonal la care contribuie toți românii, indiferent de apartenența lor politică, era recompensat un politician liberal atât de controversat, și în multe din articolele sale Eminescu s-a referit la această „pensie reversibilă” primită pentru „martiriul său lucrativ”.
Despre I.C. Brătianu, șeful partidului liberal, Eminescu avea altă părere. Acesta nu avea defectele lui C.A. Rosetti, ci pe cel specific românesc al unei ambiții exagerate.
„D. Brătianu are un defect, comun românilor, acela al unei tăinuite dar cu atât mai adânci ambiții. Roșul adevărat nu e ambițios decât după foloasele materiale ale aspirațiunii sale realizate; d-sa nu. Această ambiție cu totul exagerată și în disproporție cu calitățile sale l-au făcut să devină șef al roșilor decât al doilea într-alt șir de oameni. Și, fiindcă nu poate afla instrumente între alți oameni, n-a mai ales, ci a cules dintre aceia despre care se zice: «c-a umplut Dumnezeu lumea cu ce-a putut».”
Pentru a-și realiza ambiția de a fi la putere Eminescu e de părere că acesta nu se dădea înapoi de la nimic, de la nicio minciună, pe care o spunea cu „un sânge rece care trebuie să scârbească până la disperare o natură onestă și să umple de admirație chiar naturile cele mai catilinare ce-i compun în mare parte aparatul d-sale parlamentar”. El era „om de tenebre și de politică bizantină” care nu lua nici o atitudine clară în cele mai grave probleme, nici în numele său, nici în al guvernului pe care îl conducea. Astfel putea să aleagă dintre soluțiile propuse de subordonații săi „făcându-i pe ei responsabili de ele, iar el rămânând de-o parte, sacrosant, inviolabil, Dalai Lama”.

## Monarhia
Eminescu credea că monarhul trebuia să fie regulatorul vieții sociale care poate armoniza interesele diferitelor clase. El a analizat felul în care Carol I își îndeplinea îndatoririle constituționale într-un articol prin care răspundea acuzațiilor din ziarul Presa că dădea lecții de constituționalism M. Sale Domnitorul. El amintea că prerogativele domnitorului erau potrivit Constituției să numească și să revoce miniștri, să sancționeze și să promulge legile, să dizolve camerele parlamentare și să-i trimită în judecată pe miniștri. Prin aceste prerogative domnitorul putea să mențină „echilibrul între guvern și guvernați” astfel încât voința corpului electoral să nu fie deformată. Prin prerogativa de a dizolva Parlamentul domnitorul putea să consulte electoratul dacă mai avea încredere în guvern. Dacă în acest raport direct dintre domnitor și națiune interveneau miniștrii prin acte de corupție și violență, atunci tronul era obligat să intervină. Domnitorul ar mai fi fost obligat să nu aprobe schimbarea miniștrilor fără o motivație serioasă și să nu permită implicarea politică în administrație și justiție. În final Eminescu făcea un „apel direct” către domnitor să își îndeplinească toate prerogativele care îi reveneau.
Abuzurile din viața politică nesancționate de Carol I erau pentru Eminescu o mare dezamăgire față de așteptările pe care le avea din partea unui monarh constituțional.
„Dar sub o monarhie occidentală, de la care așteptam îndreptarea, sanificarea moravurilor politice, introducerea unei discuții limpenzi, obiective și lipsite de patimă a chestiunilor de interes public, sub o domnie occidentală să le vedem toate acestea petrecându-se cu un cinism fără asemănare pe pământ, fără asemănare în republicile Americii de Sud chiar, o spunem drept, nu ne-am fi așteptat.”
Din cauza acestei lipse de reacție Eminescu îl numea pe domnitor „Carol Îngăduitorul”. Eminescu credea că explicația comportării acestuia se află în încercarea lui Carol I de a potoli pretențiile liberalilor prin satisfacerea poftelor lor.
„În fața unei țări sărace, plină de un proletariat nesățios care și-a creat o organizație numai bună pentru a urca repede și fără control treptele sociale, în fața plebei permanente, de la care nu se cere nici știință, nici merit, în fața acestui abis, cu un cuvânt, Carol Îngăduitorul are satisfacerea de a vedea rupându-se unul câte unul toți ghimpii ce erau îndreptați odinioară în contra tronului, [...] toate, toate se frâng prin decrete de punere în slujbă.”
În felul acesta Carol I consolida dinastia și viitorul țării ca expresie geografică și politică, dar nu „viitorul poporului care locuiește în această țară”. Și cea mai nocivă influență asupra societății era exemplul care se dădea tinerei generații care vedea nulitățile susținute politic ducând o viața pe care un om cinstit nu și-o putea permite.
De obicei Eminescu se abținea să critice direct monarhia, dar uneori nemulțumirea sa izbucnea chiar și în articolele din Timpul. Totuși, părerea lui sinceră despre Carol I o aflăm din textele rămase nepublicate.
„Îngăduitorul? Îngăduitor, da, de câte ori voim să ne sfâșiem noi între noi, îngăduitor de câte ori devenim oameni fără caracter și fără conștiință, îngăduitor cu mișelia și felonia, neîngăduitor însă cu orice caracter de om adevărat, neîngăduitor cu orice talent adevărat, cu orice superioritate. Neîngăduitor când ar fi vorba de măsuri contra evreilor sau altor străini. Condamnând la ocnă pe un nebun ca Pietraru, dar iertând pe evreii care cu sânge rece sfâșie o biată muiere bătrână care privea la înmormântarea unui rabin, îngăduitor cu Arion, cu Boteanu, cu hoții de bani publici, neîngăduitor cu proletariatul agricol, care ar comite crime de mizerie, ***. Un păienjeniș întreg de grații domnești s-au făcut față cu orice faliment fraudulos, cu orice escrocherie ar comite un străin, dar dacă un român va comite o crimă, îi putrezesc oasele în temniță.”

## Alte subiecte politice
Eminescu s-a ocupat în articolele sale de toate problemele societății românești, nu numai de marile evenimente politice și sociale legate de Războiul de Independență: răscumpărarea căilor ferate, noua constituție și legea electorală, bugetul, înființarea Băncii Naționale, dările, inamovibilitatea magistraților, politica externă, etc. Câteva dintre ele sunt amintite foarte pe scurt în continuare.

### Situația românilor din afara granițelor
O preocupare continuă a lui Eminescu a fost situația românilor din afara granițelor, și în primul rând a celor din Ardeal. De altfel, chiar primele articole publicate când era student la Viena conțineau o critică a dualismului austro-ungar care permitea dominația austriecilor și maghiarilor asupra celorlalte națiuni din Imperiul Austro-Ungar. Pentru aceste articole Eminescu a fost anchetat de către autoritățile ungare. Soluția pe care o propunea ca student era aceeași pe care o considera valabilă și peste zece ani, când era redactor la Timpul, „o descentralizare bazată pe coordonarea naționalităților în grupuri administrative autonome”.
Eminescu credea că urmarea politicii de maghiarizare a fost trezirea sentimentului național al românilor ardeleni: „Sigur e că siluirea deșteaptă o rezistență înzecită și că trezirea naționalităților datează din momentul încercării de a le deznaționaliza”. În plus el se mira cum puteau să creadă maghiarii că vor reuși în câțiva ani „ceea ce n-au putut face cultura bizantină sau cucerirea otomană”. Pe de altă parte, și românii erau vinovați pentru situația în care ajunseseră pentru că s-au lăsat subjugați fără să reacționeze.
„În genere toate virtuțile omului corespund cu defecte tot atât de pronunțate. Natura blândă și lesne guvernabilă a poporului nostru are, drept corelat rău, lipsa de putere de reacțiune; dovadă e că niște oameni curioși ca frații maghiari își pot face de cap în patria comună de sub coroana lui Sf. Ștefan.

Noi într-adevăr nu împărtășim tonul plângător al câtorva organe de peste Carpați. Având în față un adversar, există două probabilități: sau te poți scăpa de el sau nu. Dacă poți fă-o; dacă nu, nu te mai plânge, ci rabdă bărbătește. Plângerile tale îl încurajează.”

### Școala românească
Ca fost revizor școlar, Eminescu știa în amănunt situația învățământului românesc. Părerea lui era că școala trebuie în primul rând să formeze caracterul, rămânând pentru treptele superioare să transmită cunoștințe pozitive de specialitate.
„Ar fi de prisos a discuta teza că omul e în esența lui o ființă eminamente ideală. Ceea ce face un om de bună voie, sub impulsul naturii sale morale, nu seamănă nicicând cu ceea ce face silit, numai pentru plată sau numai pentru câștig. Se vede dar câtă importanță are educația care tocmai îl deprinde a face de bună voie, fără speranță de plată sau teamă de pedeapsă, ceea ce e bun, drept, adevărat. Învățătura numai ca atare nu are a face cu creșterea. Învățând pe de rost numirile tuturor orașelor de pe pământ și toate formulele chimice, toate numele speciilor de plante și de animale, această masă de cunoștințe, oricât de nouă ar fi pentru o inteligență, n-o fac nici mai iubitoare de adevăr, nici îndemânatică de a judeca și de a distinge drept de strâmb. Învățătura consistă în mulțimea celor știute, cultura în multilateralitatea cunoștințelor, creșterea nu consistă nici într-una, nici într-alta. Ea consistă în influența continuă pe care o au lucrurile învățate asupra caracterului și în disciplinarea inteligenței. Când aceste două lipsesc, oricât de multe și-ar fi aproriat capul în mod mecanic, omul simte în sine un gol moral, care din toate e cel mai insuportabil și care conduce mintea nedisciplinată la cele mai triste abateri.”

### Problema țărănească
În epocă, problema țărănească era intens discutată și se căutau soluții de către întreaga clasă politică. La baza concepției lui Eminescu despre această problemă stătea ideea că țărănimea era singura clasă pozitivă a societății românești, pe munca ei sprijinindu-se toate instituțiile înființate de la Unirea din 1859. Părerea lui era că starea proastă a țăranilor se datora abuzurilor administrației.
„Așa, viciul organic al lipsei unei administrații instruite, echitabile și binevoitoare, a creat starea actuală de lucruri și a fost izvorul abuzurilor. Ar fi de dorit deci ca să nu se atribuie rezultatele de azi unei cauze factice și neadevărate, ci să se raporteze la cauza lor adevărată, la declasarea generală, la lipsa unei administrații oneste și capabile. Dacă o lege generală este posibilă în această materie, ca să îmbunătățească starea actuală și să nu aducă o perturbație îngrozitoare în economia țării ea va trebui să sancționeze principiile legilor din trecut și să nu vizeze la nici un sistem nou. Reforma ar consta așadar mai cu seamă din măsuri care ar zădărnici posibilitatea abuzurilor.”
Cea mai importantă măsură care trebuia luată era ca funcționarii să nu mai fie aleși conform „interesului electoral”, ci ținând cont de capacitatea, experiența și integritatea lor.

### Lucrările parlamentare
În multe dintre articolele sale Eminescu a comentat lucrările parlamentare pe care le considera „o farsă constituțională”. După ce parlamentarii își pierdeau timpul cu discursuri politice de fațadă, la sfârșitul sesiunii parlamentare ajungeau ca într-o singură ședință, de la ora 9 seara și până la ora 2 după miezul-nopții, să voteze bugetul statului, bugetul armatei, legea responsabilității ministeriale, rezilierea contractului monopolului tutunului, etc. El este autorul primei cronici parlamentare autentice de la noi, adesea articolele sale puneau în evidență prostia sau insuficienta cultură a aleșilor poporului, gafele și erorile de informație, continuând activitatea lui Titu Maiorescu, cel care analizase în Retori, oratori, limbuți diferite școli de oratorie politică, tocmai pentru a curăța această pădure tânără de uscături. 
„Camera ajunsese o prăvălie în care fiecare panglicar cu mâncărime de limbă scotea câte o panglică de un ceas și jumătate de lungă, aceasta nu pentru a lumina pe cineva sau a lămuri chestiunea, ci pentru a poza în această atitudine înaintea țării alegătoare. Verzi și uscate, vrute și nevrute, povești scrise pe apă, proorociri despre lucruri trecute, c-un cuvânt negustorie grea ca fulgul pe apă, iată zilnica ocupație a Camerei luni întregi dupăolaltă.
Și acum, când e la adică, când s-ar fi căzut ca bugetul să fie de mult discutat și votat, articolele bugetului zboară și sfârâie unul după altul ca spițele de la roată sau de la vârtelniță; vicepreședintele somnoros, Camera somnoroasă, raportorul somnoros petrec ca prin vis condei după condei fără ca cineva să mai deschidă gura. Toată grija Camerei nu mai e bugetul să fie corect, bine chibzuit, neîncărcat, ci să se mântuie odată comedia; răspunderea ministerului (guvernului n.n.) să fie acoperită prin votul unei Camere neresponsabile ... ș-atunci toate vor fi bune.”
Și toate acestea se întâmplau datorită abuzurilor comise cu ocazia alegerilor: „furtul de bilete din urne, violarea secretului voturilor și scrierea lor sub controlul agenților administrativi, bătăile și încercările de ucidere”.

## Activitatea de publicist cultural
Pe lângă îndatoririle de jurnalist politic Mihai Eminescu se ocupă în Timpul și de pagina culturală a revistei, alături de colegii săi I.L.Caragiale sau Ioan Slavici, cu care zăbovea nopți întregi în redacție, iar aceștia se declară fericiți în câteva articole cu caracter memorialistic că în acele ore puteau asculta lungile prelegeri culturale sau chiar lingvistice ținute de poet, devenit gazetar fără voia lui. În aceste pagini a publicat numeroase cronici muzicale, ale unor spectacole de teatru sau de operă, în reprezentații date de trupe românești sau străine care călătoreau în turneu la București, sau de cronici mondene ale vieții de la Curte, acestea fiind potrivit propriilor lui mărturisiri, articolele care-i plăceau cel mai mult.

## Cronologia activității jurnalistice
- 7 ianuarie 1870 – Publică în Albina din Pesta articolul O scriere critică, un răspuns în numele studențimii române din Viena la atacurile lui D. Petrino împotriva lui Aron Pumnul.
- 18 ianuarie 1870 – Publică în Familia din Oradea articolul Repertoriul nostru teatral.
- 5, 10, 22 și 29 aprilie 1870 – publică în Federațiunea din Pesta articolele Să facem un congres, În unire e tăria și Echilibrul împotriva dualismului austro-ungar.
- 13 iunie 1876 – Devine redactor la ziarul Curierul de Iași.
- 27 octombrie 1877 – Eminescu devine redactor la ziarul conservator Timpul din București.
- 11, 13, 14, 18, 21, 23 decembrie 1877 – Publică în Timpul studiul Icoane vechi și icoane nouă în care își prezintă tezele social-politice.
- 3, 4, 7, 8, 10, 11 martie 1878 – Publică în Timpul studiul Basarabia legat de cererea Rusiei de a i se ceda acest teritoriu.
- 15 martie 1878 – Scrisoare a lui P.P. Carp prin care se desolidarizează de Timpul pentru orientarea sa politică.
- 19 octombrie 1878 – I.A. Cantacuzino, redactorul șef al Timpului, îi cere lui Maiorescu să intervină pe lângă Eminescu să nu transforme ziarul în tribună a propriilor opinii politice.
- 24 mai, 12, 13, 21 iunie 1879 – Publică în Timpul studiul Cestiunea evreiască.
- 17 iulie 1879 – Maiorescu adresează Timpului  o scrisoare în care cere redacției să facă cunoscut că nu participă la redactarea ziarului și nu-și asumă răspunderea pentru articolele publicate.
- 3 februarie 1880 – Se constituie Partidul Conservator sub conducerea lui Manolache Costache Epureanu și Theodor Rosetti. Acesta din urmă preia Timpul și-l desemnează pe Eminescu redactor șef. Cei doi îi lasă libertate deplină în conducerea ziarului.
- 17, 19, 22, 24 februarie 1880 – Publică în Timpul Studii asupra situației în care dezvoltă Programul politic al Partidului Conservator.
- 10 mai 1881 – La sărbătorirea proclamării regatului Eminescu publică în Timpul Scrisoarea III.
- 16, 17, 18, 19, 23 iulie, 3, 4 august 1881 – Publică în Timpul studiul Creditul mobiliar.
- 1 ianuarie 1882 – Conducerea Timpului este preluată de Grigore Păucescu iar Eminescu rămâne redactor pentru partea politică cu însărcinarea să scrie trei articole pe săptămână și fără obigația de a fi prezent zilnic la redacție.
- 13, 15, 27 mai, 10, 17 iunie 1882 – Publică în Timpul studiul Românii din Ungaria.
- 16 februarie 1883 – Adresează lui Lascăr Catargi o scrisoare de protest împotriva colaborării la Timpul a lui N. Bassarabescu care semnase câteva articole injurioase la adresa lui Maiorescu.
- noiembrie 1888 – Scrie câteva articole în România liberă, organ de presă al grupării junimiste din Partidul Conservator.
- 4 decembrie 1888 – Acceptă conducerea revistei Fântâna Blanduziei și în primul număr scrie articolul program și apoi publică alte câteva articole.